# 國王道/皇家艾力克斯站
國王道/皇家艾力克斯站（英語：Kingsway/Royal Alex station），或音譯為京士威/羅耀爾艾力克斯站；是一個位於加拿大亞伯達省首府愛德蒙頓，屬市營愛德蒙頓輕軌都會線的一個輕軌車站。

## 歷史

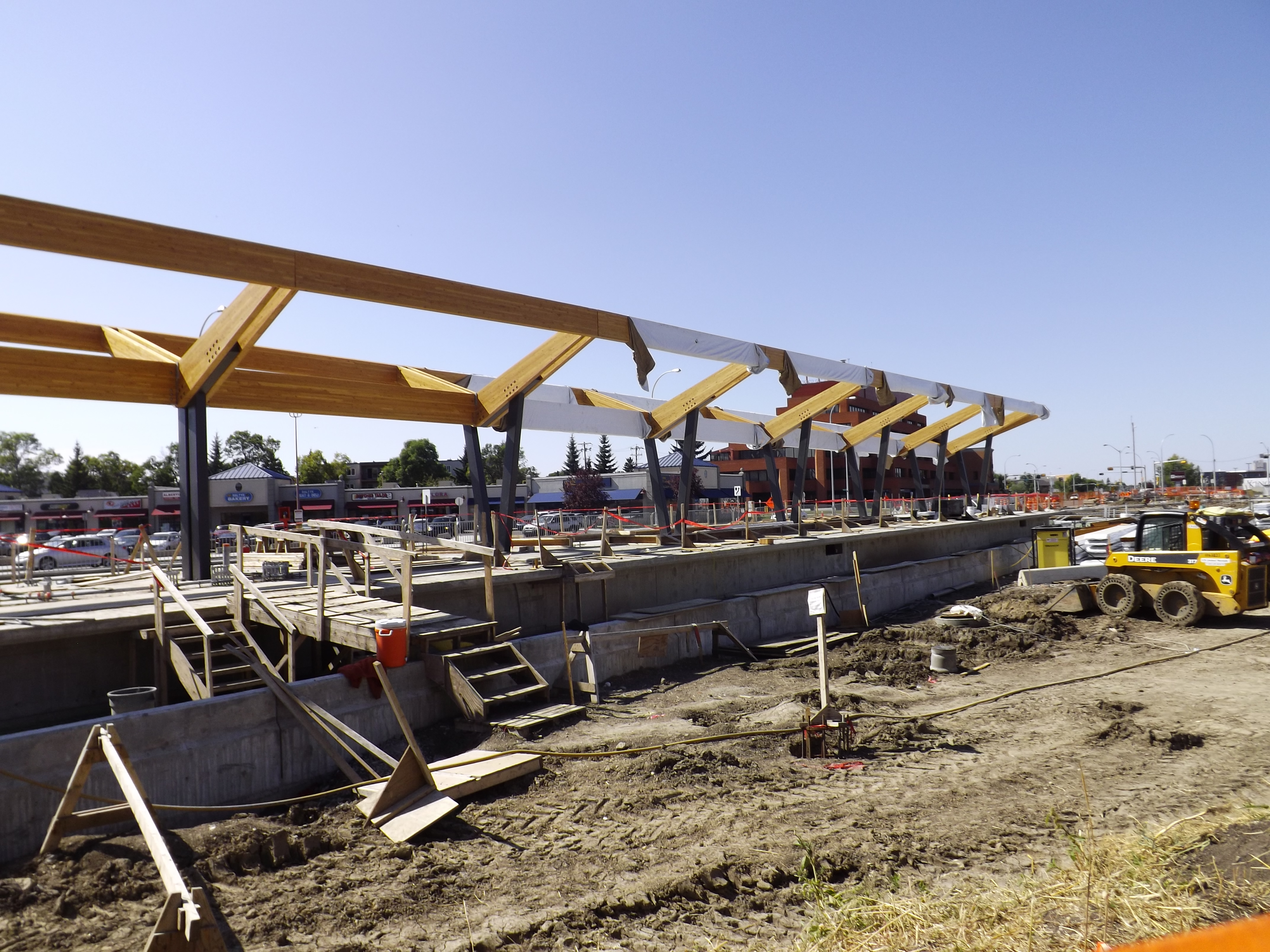
修建中的國王道/皇家艾力克斯站。

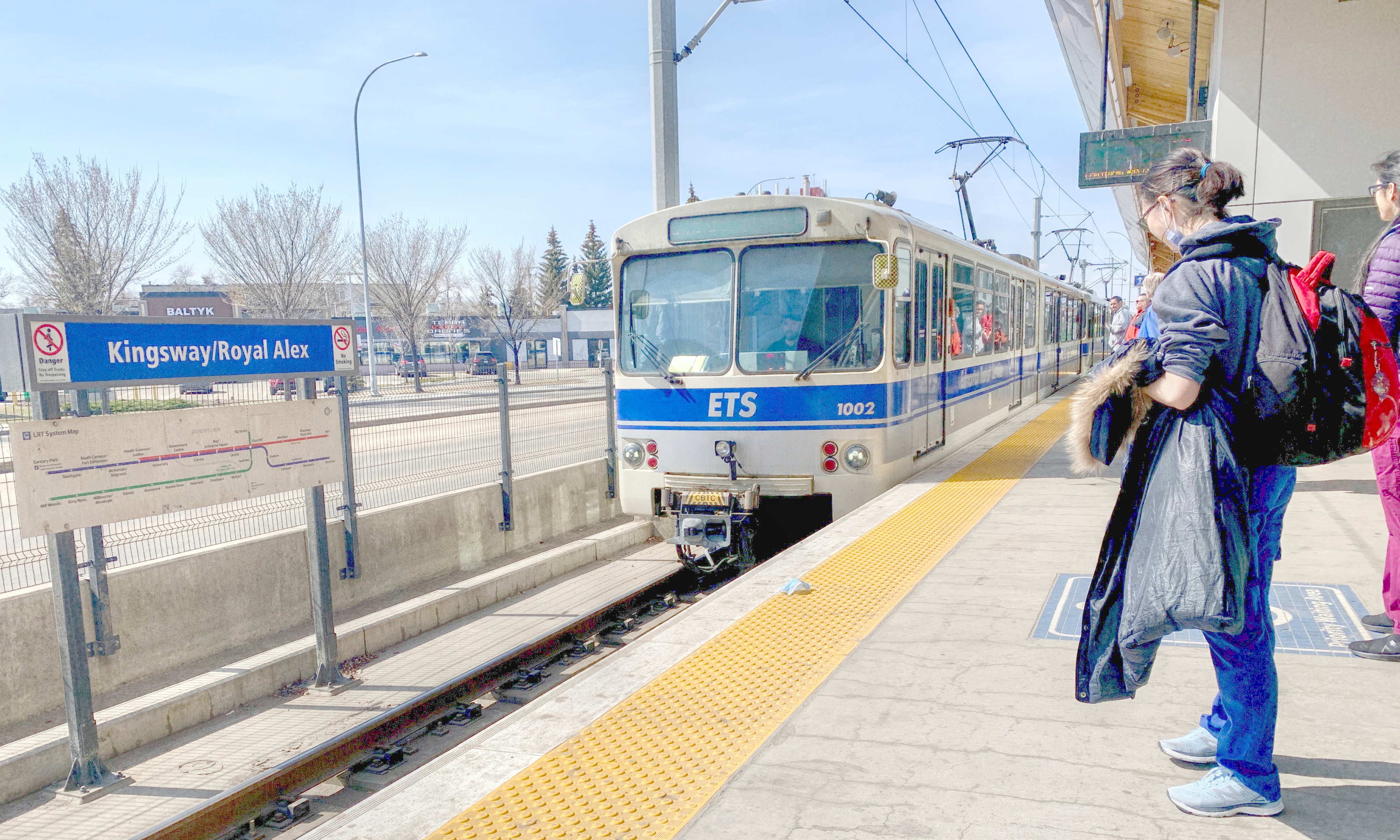
國王道/皇家艾力克斯站站內樣貌。

此站位於國王道北側和國王道商場旁，並且在皇家艾力克珊德拉醫院（通稱皇家艾力克斯）旁，故得其名。
車站主要工程是在2009年七月與麥克伊文站至北亞伯達省理工學院站區段間接完成。最終於2011年完成作業，並在2015年9月6日正式開通。此區段估計花費6.65億加幣。

## 國王道/皇家艾力克斯轉運站
國王道/皇家艾力克斯轉運站（Kingsway/Royal Alex Transit Centre）是愛德蒙頓交通運輸局建立於愛德蒙頓輕軌車站之上的公車轉運站點，並由愛德蒙頓公共運輸局和聖艾伯特交通局共同使用。原先此站在輕軌車站尚未建成前位於國王道商場旁，最終於2014年6月29日更改為現址的國王道/皇家艾力克斯站東側111大街處；有地面聯絡道連接此轉運站和輕軌站。此站雖沒有提供停車換乘服務，亦沒有販賣機和接送區，但有恆溫候車室、公共廁所、公共電話和腳踏車停放處。
以下為此途經或是起訖於此轉運站的路線：
| 聯絡站點           | 路線編號      | 營運方                            |
| ------------------ | ------------- | --------------------------------- |
| 世紀公園轉運站     | 9-Owl         | 愛德蒙頓公共運輸局                |
| 競技場轉運站       | 102           | 愛德蒙頓公共運輸局                |
| 市中心             | 111, 560, 701 | 愛德蒙頓公共運輸局                |
| 歐克萊爾轉運站     | 103           | 愛德蒙頓公共運輸局                |
| 賈斯珀地轉運站     | 903           | 愛德蒙頓公共運輸局                |
| 麥克伊文站         | 560           | 愛德蒙頓公共運輸局                |
| 蒙綽斯             | 102           | 愛德蒙頓公共運輸局                |
| 北亞伯達理工學院   | 102, 202, 560 | 愛德蒙頓公共運輸局/聖艾伯特交通局 |
| 北門轉運站         | 9, 12         | 愛德蒙頓公共運輸局                |
| 里弗達爾           | 111           | 愛德蒙頓公共運輸局                |
| 南門轉運站         | 9             | 愛德蒙頓公共運輸局                |
| 斯布塞格路夫       | 560           | 愛德蒙頓公共運輸局                |
| 體育館轉運站       | 3             | 愛德蒙頓公共運輸局                |
| 聖艾伯特中心轉運站 | 202           | 聖艾伯特交通局                    |
| 那其轉運站         | 202           | 聖艾伯特交通局                    |
| 威斯特蒙特轉運站   | 3             | 愛德蒙頓公共運輸局                |

## 鄰近設施
- 國王道商場（Kingsway Mall）
- 皇家艾力克珊德拉醫院（Royal Alexandra Hospital）
- 愛德蒙頓公立學校（Edmonton Public School）
- 格蘭羅斯復健醫院（Glenrose Rehabilitation Hospital）
- 維多利亞藝術學校（Victoria School of Arts）

## 資料來源
1. 1 2  Ramsay, Caley. . Global News Edmonton. September 6, 2015  [September 6, 2015]. （原始内容存档于2023-05-22）.
2. ↑   (PDF). Siemens Transportation Systems, Inc. May 2007  [August 1, 2014]. （原始内容 (PDF)存档于October 26, 2010）.
3. ↑   (PDF), 2021-02-05  [2023-06-04], （原始内容存档 (PDF)于2023-03-28）
4. ↑  . City of Edmonton.   [2010-10-20]. （原始内容存档于2011-06-16）.
5. ↑   (PDF). City of Edmonton. October 8, 2014  [October 8, 2014]. （原始内容 (PDF)存档于October 13, 2014）.
6. ↑  .   [2023-06-04]. （原始内容存档于2022-05-31）.
7. ↑   (PDF). City of Edmonton.   [2 December 2018]. （原始内容存档 (PDF)于2023-06-07）.
8. 1 2  Magi, Kim. . Edmonton Journal. 27 June 2014  [2 July 2014]. （原始内容存档于2 July 2014）.
9. ↑  . City of Edmonton.   [29 September 2017]. （原始内容存档于2021-06-03）.
10. ↑  . City of Edmonton.   [1 September 2019]. （原始内容存档于2 August 2019）.
11. ↑  . City of St. Albert.   [28 September 2017]. （原始内容存档于2018-12-02）.

## 外部連結
维基共享资源上的相關多媒體資源：國王道/皇家艾力克斯站